# Asphalt Xtreme
Asphalt Xtreme, também chamado de Asphalt Xtreme: Rally Racing, é um jogo de corrida de ação, publicado e desenvolvido pela Gameloft . Foi o segundo spinoff e a primeira edição de corrida off-road, na série Asphalt. Foi lançado em 27 de outubro de 2016. O jogo não é mais dirigido pela Gameloft e atualmente é dirigido pela Netflix.
O desenvolvimento durou de agosto de 2015 a setembro de 2017 e foi encerrado após as demissões de 60 pessoas e o fechamento do estúdio da Gameloft em Madri.
A partir de novembro de 2021, por meio de um contrato entre a Gameloft e a Netflix, a Netflix passou a hospedar os servidores Asphalt Xtreme , e o jogo foi reposto nas plataformas de aplicativos, só que publicado pela Netflix. Os jogadores devem ter uma conta Netflix ativa para jogar o jogo.

## Jogabilidade
O videogame apresenta uma linha de carros de rally, monster trucks e uma grande quantidade de pistas de neve e lama. A interface visual, a visão angular da câmera e o design veicular do jogo têm uma forte semelhança visual com a série de videogames MotorStorm .
Enquanto os controles eram os mesmos do Asphalt anteriores, as mecânicas de nitro e velocidade foram alteradas. Em vez de haver uma única barra de nitro, como nos jogos anteriores do Asphalt, havia três "Segmentos" de nitro e, usando o reforço extra de nitro, esse número poderia ser aumentado para quatro. "Perfect Nitro" foi renomeado para "Long Nitro", e um novo nitro boost chamado "triple nitro" ativou todas as três ou quatro barras ao mesmo tempo para aumentar a velocidade. Quando uma corrida começava, os veículos recebiam 2 segmentos nitro. Diferentes tipos de veículos adquirem impulso em taxas diferentes com base em certos estilos de jogo. Por exemplo, os buggies ganharam grandes quantidades de nitro ao realizar acrobacias no ar, enquanto os SUVs realizaram drifts para manter seu impulso nitro. Além disso, dirigir na água e nas rochas diminuiu muito a velocidade do seu veículo, ao contrário de outros jogos Asphalt.
Ao contrário dos jogos anteriores, diferentes tipos de veículos tiveram efeitos significativos na jogabilidade. Veículos mais leves, como buggies e carros de rally, eram geralmente aerodinâmicos e podiam realizar acrobacias aéreas facilmente, enquanto veículos mais pesados, como caminhões e SUVs, lutavam para realizar as mesmas tarefas e ganhavam menos impulso como resultado. Isso diferia dos jogos anteriores do Asphalt, onde as velocidades do carro dependiam de sua classificação.
O modo Infectado também foi transferido do Asphalt 8, embora com várias alterações. Comparado ao Asphalt 8, há mais maneiras de se infectar no Asphalt Xtreme, mas os jogadores infectados começaram com menos tempo de infecção; 20 segundos em comparação com 30 segundos. Os jogadores podiam estender o tempo de infecção realizando acrobacias aéreas e drifting, algo que não era possível no Asphalt 8. Além disso, quando o cronômetro infectado acabasse, os jogadores não recebiam uma sobrecarga de infecção, ao contrário do Asphalt 8 , mas perdiam seu estado Infected e ganhavam um tanque cheio de Nitro. Em ambos os jogos, os jogadores podem ser infectados novamente.
Havia trinta e cinco carros licenciados inicialmente disponíveis no Asphalt Xtreme , bem como mais trinta e um carros adicionados por meio de atualizações. Os carros foram divididos em cinco classes e sete categorias, e seu desempenho foi determinado pelo recurso de classificação Rank, herdado do Asphalt 8 . Asphalt Xtreme apresentou cinco locais diferentes no lançamento, bem como mais três locais adicionados por meio de atualizações. Cada local apresentava vários layouts.